# (13977) Frisch
(13977) Frisch (1992 HJ7) – planetoida z pasa głównego asteroid okrążająca Słońce w ciągu 3,89 lat w średniej odległości 2,47 j.a. Odkryta 29 kwietnia 1992 roku.